# Morgan Snow
Pour les articles homonymes, voir Snow.
Morgan Goodwin-Snow (née le 26 juillet 1993) est une athlète américaine, spécialiste du 100 mètres haies. 

## Biographie
Lors des championnats du monde juniors 2012, Morgan Snow remporte deux titres : le premier sur 4 x 100 mètres, aux côtés de Dezerea Bryant, Jennifer Madu et Shayla Sanders ; le second sur 100 mètres haies, où avec un temps de 13 s 38, elle devance la Suissesse Noemi Zbären et la Russe Ekaterina Bleskina.

## Vie privée
Elle est mariée au sauteur en longueur Marquise Goodwin. Le 13 novembre 2017, alors à mi-grossesse (19 semaines) de leur premier enfant, elle est contrainte d'accoucher d'un enfant mort-né, qui aurait dû s'appeler Marquise Jr.,.

## Palmarès
| Date | Compétition                   | Lieu      | Résultat | Épreuve     | Temps   |
| ---- | ----------------------------- | --------- | -------- | ----------- | ------- |
| 2012 | Championnats du monde juniors | Barcelone | 1re      | 100 m haies | 13 s 38 |
| 2012 | Championnats du monde juniors | Barcelone | 1re      | 4 x 100 m   | 43 s 89 |

## Records
| Épreuve          | Performance | Lieu   | Date         |
| ---------------- | ----------- | ------ | ------------ |
| 100 mètres haies | 12 s 78     | Eugene | 27 juin 2015 |